# Капов, Красимир Евгеньевич
Красимир Евгеньевич Капов (бел. Красімір Яўгенавіч Капаў; род. 14 июля 1999, Могилёв) — белорусский футболист, нападающий могилёвского «Днепра».

## Карьера

### «Чисть»
Начинал заниматься футболом в могилёвской СДЮШОР-7. В 2014 году футболист перебрался в структуру минского «Динамо». В 2017 году футболист стал выступать за дублирующий состав клуба. Дебютировал за клуб футболист 29 июля 2018 года против «Энергетика-БГАТУ», также отличившись своими дебютными забитыми голами, оформив дубль. В августе 2018 года футболист на правах арендного соглашения присоединился к клубу «Чисть», соглашение с которым рассчитано до конца сезона. Дебютировал за клуб футболист 4 августа 2018 года в матче против мозырской «Славии», выйдя на поле в стартовом составе. Дебютным забитым голом за клуб футболист отличился 15 сентября 2018 года в матче против микашевичского «Гранита». По итогу сезона футболист вместе с клубом завершил чемпионат на итоговом последнем месте. По окончании срока арендного соглашения футболист покинул клуб.

### «Днепр-Могилёв»

#### Начало карьеры
В январе 2019 года футболист проходил просмотр в польских клубах, однако вскоре вернулся и присоединился к дзержинскому «Арсеналу», вместе с которым стал победителем Второй лиги. По окончании сезона футболист покинул клуб. В феврале 2020 года футболист присоединился к могилёвскому «Днепру». На протяжении сезона футболист выступал за могилёвский клуб в роли одного из ключевых игроков, став вторым бомбардиром клуба с 21 забитым голом. По итогу сезона футболист вместе с клубом стал победителем чемпионата. Новый сезон футболист начал 17 апреля 2021 года с матча против «Лиды», выйдя на поле в стартовом составе. Первым в сезоне забитым голом за клуб футболист отличился 30 апреля 2021 года в матче против бобруйской «Белшины». В матче 16 мая 2021 года против «Слонима-2017» футболист отличился забитым дублем. По итогу сезона футболист вместе с клубом завершил чемпионат на итоговом пятом месте. 

#### Сезон 2022
Перед началом сезона 2022 года могилёвский клуб пополнил список участников Высшей лиги из-за того, что брестский «Рух» снялся в связи с финансовыми проблемами. Новый сезон футболист начал 7 марта 2022 года с четвертьфинального матча Кубка Беларуси против гродненского «Немана». Дебютный матч в чемпионате футболист сыграл 20 марта 2022 года против бобруйской «Белшины», выйдя на поле в стартовом составе. Первыми забитыми голами за клуб футболист отличился 6 августа 2022 года в матче против бобруйской «Белшины», оформив дубль. По итогу сезона футболист вместе с клубом завершил чемпионат на итоговом последнем месте в турнирной таблице, вылетев в Первую лигу. На протяжении сезона футболист выступал за клуб в роли одного из основных игроков, отличившись 2 забитыми голами и результативной передачей. 

#### Сезон 2023
В начале 2023 года футболист тренировался в могилёвским клубом, который готовит новое продление контракта. В середине января 2023 года футболист официально продлил контракт с клубом до конца сезона. Первый матч в новом сезоне футболист сыграл 2 апреля 2023 года против «Орши», также отличившись своими первыми результативными действиями, оформив дубль из голевых передач. Первым в сезоне забитым голом за клуб футболист отличился 15 апреля 2023 года в матче против пинской «Волны». По итогу сезона футболист вместе с клубом стал серебряным призёром чемпионата, получив прямое повышение в элитный дивизион. На протяжении сезона футболист выступал за могилёвский клуб в роли одного из ключевых игроков, отличившись 3 забитыми голами и 7 результативными передачами во всех турнирах.

#### Сезон 2024
В январе 2024 года футболист продлил контракт с могилёвским клубом ещё на сезон. Новый сезон футболист начал 15 марта 2024 года с матча против мозырской «Славии», выйдя на замену на 73 минуте. Первым результативным действием в сезоне футболист отличился 23 июня 2024 года в матче против «Витебска», отдав голевую передачу. Первым забитым голом в сезоне футболист отличился 14 июля 2024 года в матче Кубка Беларуси против «Крумкачей». Своим первым забитым голом в чемпионате футболист отличился 1 декабря 2024 года в матче против солигорского «Шахтёра», реализовав пенальти. По итогу сезона футболист вместе с клубом завершил чемпионат на итоговом предпоследнем месте, вылетев в Первую лигу. На протяжении сезона футболист выступал за могилёвский клуб в роли одного из основных игроков, отличившись 2 забитыми голами и результативной передачей во всех турнирах.

#### Сезон 2025
В феврале 2025 года футболист продлил контракт с могилёвским кубом до конца сезона. Также перед сезоном футболист был выбран капитаном клуба. Новый сезон футболист начал 29 марта 2025 года с матча против долбизновской «Нивы», также отличившись своей первой голевой передачей с углового.

## Международная карьера
В 2015 году футболист вместе с юношеской сборной Беларуси до 17 лет принимал участие в квалификационных матчах юношеского чемпионата Европы. В 2017 году футболист получил вызов в юношеской сборной Беларуси до 18 лет. Дебютировал за сборную футболист 8 января 2017 года в матче против сборной Латвии. Дебютным забитым голом за клуб футболист отличился 17 января 2017 года в матче против сборной Молдовы.

## Семья
- Отец Евгений Капов (род. 1977) — профессиональный футболист, тренер.

## Достижения
«Арсенал» Дзержинск
- Победитель Второй лиги: 2019

«Днепр-Могилёв»
- Победитель Второй лиги: 2020